# Ion Pîrcălab
Ion Pîrcălab (n. 5 noiembrie 1941, București, România) este un fost jucător de fotbal de la Dinamo București, echipă cu care a cucerit 4 titluri de campion al României și 2 cupe ale României.

## Carieră
Legitimat în 1954 la Tînărul Dinamovist, urmând o perioadă la U.T.A. (1959-1961).
A revenit din 1961 la Dinamo, activând până în 1970, cucerind 4 titluri consecutive (1961-62, 1962-63, 1963-64, 1964-65) și 2 cupe. Fotbalist de clasă internațională, a rămas un model de executare a centrării în alergare, extremă de viteză prin excelență, calitate care i-a făcut pe specialiștii străini să-l denumească „Săgeata Carpaților”. A avut parte de un frumos sfârșit de carieră, în prima divizie franceză, la Olympique Nîmes.
În 1965 a fost desemnat cel mai bun fotbalist român în ancheta Federației și a Sportului Popular. A avut gradul de locotenent major în cadrul Ministerului Afacerilor Interne (în 1968).
Revenit în țară, a activat în diferite perioade de timp ca antrenor la Jiul Petroșani secund la U.T.A., ca principal la Gloria Buzău, apoi în cadrul centrului de copii și juniori la Sportul Studențesc, la I.M.U Medgidia, Progresul Pucioasa, Aversa București. Între anii 1986-1990 a părăsit fotbalul lucrând în comerț. A revenit după 1990, fiind numit antrenor federal la juniori, cu responsabilitatea pregătirii echipei UEFA din 1995. În aceasta calitate reușește să câștige în 1993 Balcaniada și să lanseze pe scena primei divizii o serie de jucători de valoare. A ratat calificarea la turneul final al Cupei Europene din 1994, după care s-a angajat ca observator la Dinamo București. În prezent activează ca scouter la Dinamo București.
Cifrele carierei sale:
- 232 jocuri în prima divizie
- 66 goluri în prima divizie
- 38 jocuri în echipa națională
- 5 goluri în echipa națională
- 20 jocuri în cupele europene
- 5 goluri în cupele europene

## Condamnare
Conform IPJ Dâmbovița, Pârcălab Ion fost condamnat la trei ani de închisoare pentru infracțiunea de lovituri cauzatoare de moarte, din care a executat doi, între 1982-1984. Crima a avut loc în 1980, fostul mare fotbalist abia retras din fotbal antrena Progresul Pucioasa (în Divizia C), victima fiind Nicolae Stancu, portarul echipei. Cazul a fost mușamalizat la vremea respectivă.

## Distincții
- Ordinul „Meritul Sportiv” clasa a III-a (8 mai 1968) „pentru contribuția deosebită adusă la dezvoltarea mișcării de cultură fizică și sport și pentru merite deosebite în activitatea sportivă de performanță, cu prilejul împlinirii a 20 de ani de la înființarea Clubului sportiv «Dinamo»-București al Ministerului Afacerilor Interne”[3]